# Tabanus inaequannulatus
Tabanus inaequannulatus är en tvåvingeart som beskrevs av Schuurmans Stekhoven 1932. Tabanus inaequannulatus ingår i släktet Tabanus och familjen bromsar. Inga underarter finns listade i Catalogue of Life.